# Spiraeoideae
Il termine Spiraeoideae si riferisce ad una sottofamiglia della famiglia Rosaceae secondo una classificazione tradizionale. La sistematica di questa sottofamiglia è cambiata varie volte nel secolo scorso mano a mano che venivano effettuati studi più dettagliati.
Le Spiraeoideae tradizionalmente definite (prima degli studi del 2007) sono un gruppo parafiletico  ovvero non comprendono tutti i discendenti di un antenato comune.
Appartengono a questa sottofamiglia, definita secondo il senso tradizionale,  specie in prevalenza arbustive, tra cui le specie del genere Spiraea, alcune delle quali sono utilizzate come piante ornamentali.
Hanno gineceo formato da 1-5 carpelli; ciascun carpello forma un frutto del tipo follicolo (frutto secco deiscente, contenente diversi semi, che a maturità si apre lungo la sutura del carpello).